# Come Around Sundown
Come Around Sundown är det femte studioalbumet  av den amerikanska rockgruppen Kings of Leon. Albumet släpptes den 15 oktober 2010. Albumets första singel Radioactive släpptes 14 september 2010.

## Låtlista
1. "The End" – 4:24
2. "Radioactive" – 3:26
3. "Pyro" - 4:10
4. "Mary" - 3:25
5. "The Face" - 3:28
6. "The Immortals" - 3:28
7. "Back Down South" - 4:01
8. "Beach Side" - 2:50
9. "No Money" - 3:05
10. "Pony Up" - 3:04
11. "Birthday" - 3:15
12. "Mi Amgio" - 4:06
13. "Pickup Truck" - 4:44

## Medverkande
- Caleb Followill
- Matthew Followill
- Jared Followill
- Nathan Followill

## Singlar
- Radioactive
  - Släppt: 14 september 2010